# 瑟吉納 (阿拉巴馬州)
瑟吉納（英語：Surginer）是一個位於美國阿拉巴馬州馬倫戈縣的非建制地區。該地的面積和人口皆未知。

## 地理
瑟吉納的座標為32°03′18″N 87°42′34.5″W / 32.05500°N 87.709583°W，而該地的平均海拔高度為79米（即259英尺）。